# Le Caneton kidnappé
Pour plus de détails, voir Fiche technique et Distribution.
Le Caneton kidnappé (Little Quackers) est le 47e court métrage d'animation de la série américaine Tom et Jerry réalisé par William Hanna et Joseph Barbera et sorti le 7 janvier 1950.